# 詩麗甘雅·丹薩軍
詩麗甘雅·丹薩軍（皇家轉寫：Sirikanya Tansakun；1981年4月4日—），昵称Mai，是泰国人民黨籍政治人物、泰國眾議員，為該黨不分區議員。她曾在第25屆泰國眾議院中擔任经济发展委员会主席。

## 早年
她生於曼谷廊鑒縣，具有華裔血統。於泰國國立法政大學及图卢兹第一大学分別取得經濟學學士及碩士。畢業後曾在泰國未來基金會和泰國發展研究所工作。

## 從政
詩麗甘雅加入未來前進黨擔任政策總監，並在時任黨魁塔納通·宗龍倫吉的邀請下，以該黨比例代表第15名參選泰國眾議員，順利當選。
未來前進黨在2020年時遭到解散，而她隨即加入了繼承該黨的前進黨並擔任副黨魁及該黨經濟小組的組長。
2024年8月時，泰國選舉委員會以前進黨違反《泰國憲法》49條為由要求憲法法庭解散前進黨。黨內人士認為前途堪憂，故與Thinkakhao Chaovilai合作，若前進黨被解散則前進黨議員將加入該黨，而該黨屆時將改名，並由詩麗甘雅擔任黨魁。
8月7日，泰國憲法法庭宣判解散前進黨。詩麗甘雅稱將繼續前進，並籌組新黨。9日，原先前進黨成員成立了人民黨，詩麗甘雅稱自己無意競爭黨魁位置而將其禮讓予納塔蓬·能班亞武，自己則續任副黨魁。

## 選舉紀錄
| 年度 | 選舉屆數             | 選舉區   | 所屬政黨   | 得票數     | 得票率 | 當選標記 | 備註 |
| ---- | -------------------- | -------- | ---------- | ---------- | ------ | -------- | ---- |
| 2019 | 第二十五屆眾議員選舉 | 比例代表 | 未來前進黨 | 6,254,726  | 17.65% |          |      |
| 2023 | 第二十六屆眾議員選舉 | 比例代表 | 前進黨     | 14,438,851 | 38.01% |          |      |

## 榮譽
- 二等泰皇冠勳章，授於2020年[15]